# Antonio Banderas
José Antonio Domínguez Banderas (ur. 10 sierpnia 1960 w Maladze) – hiszpański aktor, reżyser, producent filmowy, model i piosenkarz. Jedna z największych i najpopularniejszych gwiazd kina hiszpańskiego i amerykańskiego oraz symbol męskiego seksapilu. Występował w produkcjach hiszpańskich, europejskich, jak i amerykańskich takich jak Zabójcy (1995), Evita (1996), Wywiad z wampirem (1994), Filadelfia (1993), Desperado (1995), Maska Zorro (1998), Mali agenci (2001), Wytańczyć marzenia (2006) czy Niezniszczalni 3 (2014). Laureat Złotej Palmy w Cannes dla najlepszego aktora za rolę w filmie Ból i blask Pedro Almodovara. Za ten sam film nominowany do Oscara w kategorii dla najlepszego aktora pierwszoplanowego.
18 października 2005 otrzymał własną gwiazdę w Alei Gwiazd w Los Angeles znajdującą się przy 6801 Hollywood Boulevard.

## Życiorys

### Wczesne lata
Urodził się w Maladze w rodzinie rzymskokatolickiej jako syn nauczycielki doñi Any Banderas i policjanta Guardia Civil José Domíngueza. Dorastał wraz z młodszym bratem Francisco Javiarem Banderasem „Chico”.
Początkowo chciał zostać zawodowym piłkarzem, ale zakończył treningi po tym, jak w wieku 14 lat złamał nogę. Kiedy rok później zobaczył na scenie musical Hair, postanowił, że zostanie aktorem. W 1974 ukończył School of Dramatic Art w Madrycie.

### Kariera
Opuścił szkołę i w wieku 19 lat udał się do Madrytu w celu rozpoczęcia kariery w hiszpańskim przemyśle filmowym. W 1980 związał się z hiszpańskim Teatrem Narodowym. Z powodu cenzury politycznej za rządów Francisco Franco został aresztowany przez hiszpańską policję za udział w sztuce Bertolta Brechta i całą noc spędził na policji. Podczas pracy z małym zespołem teatralnym, z którym dawał występy na ulicy, miał trzy lub cztery takie aresztowania. Dorabiał jako kelner, pracował w sklepie i małym kinie La Movida Madrileña, a także jako model (174 cm wzrostu) dla firmy Ralph Lauren i domu mody Gucci.
Po debiucie na scenie w sztuce Los Tarantos (1981) i na ekranie w filmie Sztuczne rzęsy (Pestanas postizas, 1982), zagrał w pięciu obrazach Pedro Almodóvara: komedii Labirynt namiętności (Laberinto de pasiones, 1982) u boku Imanola Ariasa, dreszczowcu Matador (Matador, 1986) z Carmen Maurą jako nadpobudliwy i wrażliwy Ángel Giménez, melodramacie Prawo pożądania (La Ley del Deseo, 1987) w roli heteroseksualnego wdającego się w miłość homoseksualną nieprzewidywalnego Antonia Beníteza, komediodramacie Kobiety na skraju załamania nerwowego (Mujeres al borde de un ataque de nervios, 1988) jako słodki Carlos oraz dramacie kryminalnym Zwiąż mnie (¡Átame!, 1990) w roli zdesperowanego Ricky’ego.
W 1991 pojawił się na planie filmu dokumentalnego z trasy koncertowej Madonny W łóżku z Madonną (Madonna: Truth or Dare). Po raz pierwszy wystąpił w hollywoodzkiej produkcji – dramacie muzycznym Królowie mambo (The Mambo Kings, 1992) u boku Armanda Assante. W dramacie Jonathana Demme’a Filadelfia (Philadelphia, 1993) zagrał partnera prawnika-nosiciela wirusa HIV (Tom Hanks). Ogromnym sukcesem okazała się rola wędrowca-samotnika, muzyka z futerałem na gitarę wypełnionym bronią, który przemierza Meksyk w poszukiwaniu morderców swej ukochanej w gangsterskim filmie akcji Roberta Rodrigueza Desperado (1995). W filmie muzycznym będącym adaptacją musicalu Andrew Lloyda Webbera i Tima Rice’a Evita (1996) z Madonną jako narrator ujawnił swoje zdolności wokalne. Pochlebne recenzje przyniosła mu kreacja Alejandro Murriety, czyli Zorro w filmie przygodowym Martina Campbella Maska Zorro (The Mask of Zorro, 1998) z Anthonym Hopkinsem i Catherine Zetą-Jones.
Zadebiutował jako reżyser komediodramatu Wariatka z Alabamy (Crazy in Alabama, 1999) z Melanie Griffith, Davidem Morse, Lucasem Black, Cathy Moriarty, Meatem Loafem, Robertem Wagnerem i Elizabeth Perkins.
W 2003 trafił na Broadway w roli Guido Continiego w Arthura Kopita Nine, za którą otrzymał nagrodę Theatre World i Drama Desk Award oraz był nominowany do Tony Award.
Użyczył głosu Kotu w Butach w filmie Shrek 2 (2004), jego sequelach Shrek Trzeci (2007) i Shrek Forever (2010) oraz spin-offie Kot w butach (2011).
W serialu National Geographic Geniusz: Picasso (Genius: Picasso, 2017) wcielił się w postać Pabla Picassa. Za rolę starzejącego się reżysera w Bólu i blasku (2019) Pedro Almodóvara otrzymał nagrodę aktorską na 72. MFF w Cannes.

## Życie prywatne
27 lipca 1987 poślubił Anę Lezę, z którą rozwiódł się w 1996. 14 maja 1996 zawarł związek małżeński z Melanie Griffith, z którą ma córkę Stellę del Carmen (ur. 24 września 1996). Jest ojczymem Alexandra Bauera i Dakoty Mayi Johnson. 4 grudnia 2015 doszło do rozwodu.
W 2009 Banderas przeszedł operację łagodnego guza pleców. W przemówieniu na Festiwalu Filmowym w Maladze w marcu 2017 roku Banderas ujawnił, że 26 stycznia 2017 doznał zawału serca, ale stwierdził, że „nie był on poważny i nie spowodował żadnych uszkodzeń”. Po tym incydencie przeszedł operację serca, wszczepiając trzy stenty do tętnic.
Został honorowym legionistą Hiszpańskiej Legii Cudzoziemskiej i przez kilka lat w każdy Wielki Czwartek brał udział w ceremonii Traslado del Cristo de la Buena Muerte, podczas której legioniści wynosili ze swojego kościoła garnizonowego w Maladze na wyprostowanych dłoniach potężny krucyfiks, śpiewając hymn Legii „El novio de la muerte”.

## Filmografia
| Rok  | Film                                                                             | Rola                                                             | Reżyser                                      |
| ---- | -------------------------------------------------------------------------------- | ---------------------------------------------------------------- | -------------------------------------------- |
| 1982 | Sztuczne rzęsy (Pestañas postizas)                                               | Antonio Juan                                                     | Enrique Belloch                              |
| 1982 | Labirynt namiętności (Laberinto de pasiones)                                     | Sadec                                                            | Pedro Almodóvar                              |
| 1983 | Y del seguro... líbranos Señor!                                                  | Pipi                                                             | Antonio del Real                             |
| 1984 | Sprawa Almery (El caso Almería)                                                  | Juan Luque                                                       | Pedro Costa                                  |
| 1984 | Pan Galindez (El señor Galíndez)                                                 | Eduardo                                                          | Rodolfo Kuhn                                 |
| 1984 | Szczudła (Los zancos)                                                            | Alberto                                                          | Carlos Saura                                 |
| 1985 | Dwór Faraona (La corte de Faraón)                                                | Fray José                                                        | José Luis García Sánchez                     |
| 1985 | Réquiem por un campesino español                                                 | Paco                                                             | Francesc Betriu                              |
| 1985 | Caso Cerrado                                                                     | Preso                                                            | Steven Feldman                               |
| 1986 | Układanka (Puzzle)                                                               | Andrés                                                           | Lluís Josep Comerón                          |
| 1986 | 27 godzin (27 horas)                                                             | Rafa                                                             | Montxo Armendáriz                            |
| 1986 | Matador (Matador)                                                                | Ángel                                                            | Pedro Almodóvar                              |
| 1986 | Delirios de amor                                                                 | kochanek Jaime                                                   | Cristina Andreu                              |
| 1987 | Así como habían sido                                                             | Damián                                                           | Andrés Linares                               |
| 1987 | Prawo pożądania (La ley del deseo)                                               | Antonio Benítez                                                  | Pedro Almodóvar                              |
| 1988 | Kobiety na skraju załamania nerwowego (Mujeres al borde de un ataque de nervios) | Carlos                                                           | Pedro Almodóvar                              |
| 1988 | Kobieta twojego życia (La Mujer de tu vida: La mujer feliz)                      | Antonio López                                                    | Gonzalo Suárez, José Miguel Ganga            |
| 1988 | El placer de matar                                                               | Luis                                                             | Félix Rotaeta                                |
| 1988 | Bâton Rouge                                                                      | Antonio                                                          | Rafael Monleón                               |
| 1989 | Bajarse al moro                                                                  | Alberto                                                          | Fernando Colomo                              |
| 1989 | El acto                                                                          | Carlos                                                           | Héctor Faver                                 |
| 1989 | Biała gołębica (La Blanca Paloma)                                                | Mario                                                            | Juan Miñón                                   |
| 1989 | Si te dicen que caí                                                              | Marcos                                                           | Vicente Aranda                               |
| 1990 | Zwiąż mnie (!Átame!)                                                             | Ricky                                                            | Pedro Almodóvar                              |
| 1990 | Pod wiatr (Contra el viento)                                                     | Juan                                                             | Paco Periñán (w napisach: Francisco Periñán) |
| 1991 | W łóżku z Madonną (Madonna: Truth or Dare, In Bed with Madonna)                  | w roli samego siebie                                             | Alek Keshishian, Mark Aldo Miceli            |
| 1991 | Terranova (Terra Nova)                                                           | Antonio                                                          | Calogero Salvo                               |
| 1992 | Królowie mambo (The Mambo Kings)                                                 | Néstor Castillo                                                  | Arne Glimcher                                |
| 1993 | Benito (Il Giovane Mussolini, TV)                                                | Benito Mussolini                                                 | Gianluigi Calderone                          |
| 1993 | Dom dusz (The House of the Spirits)                                              | Pedro Tercero García                                             | Bille August                                 |
| 1993 | Zniewaga (¡Dispara!)                                                             | Marcos                                                           | Carlos Saura                                 |
| 1993 | Filadelfia (Philadelphia)                                                        | Miguel Álvarez                                                   | Jonathan Demme                               |
| 1994 | Wywiad z wampirem (Interview with the Vampire: The Vampire Chronicles)           | wampir Armand                                                    | Neil Jordan                                  |
| 1994 | De amor y de sombra                                                              | Francisco                                                        | Betty Kaplan                                 |
| 1995 | Zabójcy (Assassins)                                                              | Miguel Bain                                                      | Richard Donner                               |
| 1995 | Nigdy nie rozmawiaj z nieznajomym (Never Talk to Strangers)                      | Tony Ramirez                                                     | Peter Hall                                   |
| 1995 | Desperado                                                                        | El Mariachi (Manito)                                             | Robert Rodriguez                             |
| 1995 | Cztery pokoje (Four Rooms)                                                       | mąż (odc. „The Misbehavers”)                                     | Robert Rodriguez                             |
| 1995 | Rapsodia Miami (Miami Rhapsody)                                                  | Antonio                                                          | David Frankel                                |
| 1995 | Zbyt wiele (Two Much)                                                            | Art Dodge                                                        | Fernando Trueba                              |
| 1996 | Evita                                                                            | Che Guevara                                                      | Alan Parker                                  |
| 1998 | Maska Zorro (The Mask of Zorro)                                                  | Alejandro Murrieta/Zorro                                         | Martin Campbell                              |
| 1999 | Wariatka z Alabamy (Crazy in Alabama)                                            | –                                                                | Antonio Banderas                             |
| 1999 | Kumpel do bicia (Play It to The Bone)                                            | César Domínguez                                                  | Ron Shelton                                  |
| 1999 | Trzynasty wojownik (The 13th Warrior)                                            | Ahmad ibn Fadlan                                                 | John McTiernan                               |
| 1999 | Parada oszustów (The White River Kid)                                            | Morales Pittman                                                  | Arne Glimcher                                |
| 2001 | Mali agenci (Spy Kids)                                                           | Gregorio „Greg” Cortez                                           | Robert Rodriguez                             |
| 2001 | Grzeszna miłość (Original Sin)                                                   | Luís Vargast                                                     | Michael Cristofer                            |
| 2001 | Pytanie do Boga (The Body)                                                       | ks. Matt Gutiérrez                                               | Jonas McCord                                 |
| 2002 | Frida                                                                            | David Alfaro Siqueiros                                           | Julie Taymor                                 |
| 2002 | Mali agenci 2: Wyspa marzeń (Spy Kids 2: Island of Lost Dreams)                  | Gregorio „Greg” Cortez                                           | Robert Rodriguez                             |
| 2002 | Ballistic (Ballistic: Ecks vs. Sever)                                            | agent Jeremiah Ecks                                              | Wych Kaosayananda                            |
| 2002 | Femme Fatale                                                                     | Nicolas Bardo                                                    | Brian De Palma                               |
| 2003 | Pewnego razu w Meksyku: Desperado 2 (Once Upon a Time in Mexico)                 | El Mariachi                                                      | Robert Rodriguez                             |
| 2003 | Mali agenci 3D: Trójwymiarowy odjazd (Spy Kids 3: Game Over)                     | Gregorio „Greg” Cortez                                           | Robert Rodriguez                             |
| 2003 | Mroczna Argentyna (Imagining Argentina)                                          | Carlos Rueda                                                     | Christopher Hampton                          |
| 2003 | Pancho Villa we własnej osobie (And Starring Pancho Villa as Himself)            | Pancho Villa                                                     | Larry Gelbart                                |
| 2004 | Shrek 2                                                                          | Kot w butach (dubbing)                                           | Andrew Adamson, Kelly Asbury, Conrad Vernon  |
| 2005 | Legenda Zorro (The Legend of Zorro)                                              | Don Alejandro de la Vega/Zorro                                   | Martin Campbell                              |
| 2006 | Wytańczyć marzenia (Take the Lead)                                               | Pierre Dulaine                                                   | Liz Friedlander                              |
| 2006 | Miasto śmierci (Bordertown)                                                      | Alfonso Diaz                                                     | Gregory Nava                                 |
| 2007 | Shrek Trzeci                                                                     | Kot w butach (dubbing)                                           | Chris Miller, Raman Hui                      |
| 2008 | Niewinna (The Other Man)                                                         | Ralph                                                            | Richard Eyre                                 |
| 2008 | Centralne biuro uwodzenia (My Mom’s New Boyfriend)                               | Tommy Lucero/Martinez                                            | George Gallo                                 |
| 2009 | Złodziejski kodeks (Thick as Thieves)                                            | Gabriel Martin                                                   | Mimi Leder                                   |
| 2010 | Poznasz przystojnego bruneta (You Will Meet a Tall Dark Stranger)                | Greg Clemente                                                    | Woody Allen                                  |
| 2010 | Shrek Forever (Shrek Forever After)                                              | Kot w butach (dubbing)                                           | Mike Mitchell                                |
| 2011 | Kot w butach (Puss in boots)                                                     | Kot w butach (dubbing)                                           | Chris Miller                                 |
| 2011 | Skóra, w której żyję (La piel que habito)                                        | dr Ledgard                                                       | Pedro Almodóvar                              |
| 2011 | Mali agenci 4D: Wyścig z czasem (Spy Kids: All the Time in the World)            | Gregorio Cortez                                                  | Robert Rodriguez                             |
| 2011 | Ścigana (Haywire)                                                                | Rodrigo                                                          | Steven Soderbergh                            |
| 2012 | Ruby Sparks                                                                      | Mort                                                             | Jonathan Dayton i Valerie Faris              |
| 2013 | Maczeta zabija (Machete Kills)                                                   | El Camaleón                                                      | Robert Rodriguez                             |
| 2013 | Rysiek Lwie Serce (Justin y la espada del valor)                                 | Sir Clorex (głos)                                                | Manuel Sicilia                               |
| 2014 | Niezniszczalni 3 (The Expendables 3)                                             | Galgo                                                            | Patrick Hughes                               |
|      | Automata (Autómata)                                                              | Jacq Vaucan                                                      | Gabe Ibáñez                                  |
| 2015 | SpongeBob: Na suchym lądzie                                                      | Burgerobrody (głos)                                              | Paul Tibbitt                                 |
| 2016 | Altamira                                                                         | Marcelino Sanz de Sautuola                                       | Hugh Hudson                                  |
| 2017 | Czarny motyl (Black Butterfly)                                                   | Paul Lopez                                                       | Brian Goodman                                |
| 2017 | Ochroniarz (Security)                                                            | Eduardo „Eddie” Deacon                                           | Alain Desrochers                             |
| 2017 | Pułapka (Bullet Head)                                                            | Blue                                                             | Paul Solet                                   |
| 2017 | Akt zemsty (Acts of Vengeance)                                                   | Frank Valera                                                     | Isaac Florentine                             |
| 2018 | To właśnie życie (Life Itself)                                                   | Pan Saccione                                                     | Dan Fogelman                                 |
| 2019 | Ból i blask (Dolor y gloria)                                                     | Salvador Mallo                                                   | Pedro Almodóvar                              |
| 2019 | Pralnia (The Laundromat)                                                         | Ramón Fonseca                                                    | Steven Soderbergh                            |
| 2019 | Lamborghini                                                                      | Ferruccio Lamborghini                                            | Bobby Moresco                                |
| 2020 | Doktor Dolittle (Dolittle)                                                       | Król Rassouli                                                    | Stephen Gaghan                               |
| 2021 | Boscy (Competencia oficial)                                                      | Félix Rivero                                                     | Mariano Cohn i Gastón Duprat                 |
| 2021 | Bodyguard i żona zawodowca (The Hitman’s Wife’s Bodyguard)                       | Aristotle Papadopolous, grecki potentat żeglugowy                | Patrick Hughes                               |
| 2022 | Kot w butach: Ostatnie życzenie (Puss in Boots: The Last Wish)                   | Kot w butach (głos)                                              | Joel Crawford                                |
| 2022 | Pora odkupienia (The Enforcer)                                                   | Cuda                                                             | Richard Hughes                               |
| 2022 | Uncharted                                                                        | Santiago Montanna                                                | Ruben Fleischer                              |
| 2022 | Kryptonim Banshee (Code Name Banshee)                                            | Caleb                                                            | Jon Keeyes                                   |
| 2023 | Droga do Betlejem (Journey to Bethlehem)                                         | Herod Wielki                                                     | Adam Anders                                  |
| 2023 | Indiana Jones i artefakt przeznaczenia (Indiana Jones and the Dial of Destiny)   | Renaldo                                                          | James Mangold                                |
| 2024 | Na tropie zabójcy (Cult Killer)                                                  | Mikeal Tallini                                                   | Jon Keeyes                                   |
| 2024 | Czyściciele (The Clean Up Crew)                                                  | Gabriel                                                          | Jon Keeyes                                   |
| 2024 | Babygirl                                                                         | Jacob Mathis, reżyser teatralny, mąż Romy i ojciec Isabel i Nory | Halina Reijn                                 |
| 2024 | Paddington w Peru (Paddington in Peru)                                           | Hunter Cabot                                                     | Dougal Wilson                                |
| 2026 | Shrek 5                                                                          | Kot w butach (głos)                                              | Walt Dohrn, Conrad Vernon                    |

## Nagrody i nominacje
| Rok  | Nagroda                                                | Kategoria                                                            | Film                                  | Rezultat  |
| ---- | ------------------------------------------------------ | -------------------------------------------------------------------- | ------------------------------------- | --------- |
| 1987 | Goya                                                   | Największa nadzieja – najlepszy aktor                                | Matador (1986)                        | Nominacja |
| 1991 | Goya                                                   | Najlepszy aktor                                                      | Zwiąż mnie (1990)                     | Nominacja |
| 1997 | Goya                                                   | Najlepszy aktor                                                      | Zbyt wiele (1996)                     | Nominacja |
| 1997 | Złoty Glob                                             | Najlepszy aktor w komedii lub musicalu                               | Evita (1997)                          | Nominacja |
| 1998 | Europejska Nagroda Filmowa                             | Najlepszy aktor europejski                                           | Maska Zorro (1998)                    | Wygrana   |
| 1998 | Europejska Nagroda Filmowa                             | Nagroda Publiczności dla najlepszego aktora                          | Maska Zorro (1998)                    | Wygrana   |
| 1999 | Złoty Glob                                             | Najlepszy aktor w komedii lub musicalu                               | Maska Zorro (1998)                    | Nominacja |
| 1999 | ALMA Award                                             | Wybitny aktor filmu fabularnego                                      | Maska Zorro (1998)                    | Wygrana   |
| 1999 | Europejska Nagroda Filmowa                             | Europejska Nagroda Filmowa za osiągnięcia w światowej kinematografii | Trzynasty wojownik (1999)             | Wygrana   |
| 2000 | ALMA Award                                             | Wybitny aktor filmu fabularnego                                      | Trzynasty wojownik (1999)             | Wygrana   |
| 2000 | ALMA Award                                             | Wybitny reżyser filmu fabularnego                                    | Wariatka z Alabamy (1999)             | Wygrana   |
| 2000 | 56. Międzynarodowy Festiwal Filmowy w Wenecji          | Złote Lwy                                                            | Wariatka z Alabamy (1999)             | Nominacja |
| 2004 | Emmy                                                   | Najlepszy aktor w serialu lub filmie telewizyjnym                    | Pancho Villa we własnej osobie (2003) | Nominacja |
| 2004 | Złoty Glob                                             | Najlepsza rola męska w serialu lub filmie telewizyjnym               | Pancho Villa we własnej osobie (2003) | Nominacja |
| 2005 | MTV Movie Award                                        | Najlepsza rola komediowa                                             | Shrek 2 (2004)                        | Nominacja |
| 2007 | 57. Międzynarodowy Festiwal Filmowy w Berlinie         | Label Europa Cinemas                                                 | Letni deszcz (2006)                   | Wygrana   |
| 2008 | Międzynarodowy Festiwal Filmowy w San Sebastián        | Nagroda Donostia – za szczególny wkład w świat kinematografii        | –                                     | Wygrana   |
| 2009 | Międzynarodowy Festiwal Filmowy w Karlowych Warach     | Nagroda Prezydenta Festiwalu                                         | –                                     | Wygrana   |
| 2019 | Złoty Glob                                             | Najlepsza rola męska w serialu lub filmie telewizyjnym               | Geniusz: Picasso (serial, 2018)       | Nominacja |
| 2019 | Nagroda Gildii Aktorów Ekranowych                      | Najlepszy występ aktora w miniserialu lub filmie telewizyjnym        | Geniusz: Picasso (serial, 2018)       | Nominacja |
| 2019 | Złota Palma                                            | Najlepsza pierwszoplanowa rola męska                                 | Ból i blask (2018)                    | Wygrana   |
| 2019 | Europejska Nagroda Filmowa                             | Najlepszy aktor                                                      | Ból i blask (2018)                    | Wygrana   |
| 2019 | Goya                                                   | Najlepszy aktor                                                      | Ból i blask (2018)                    | Wygrana   |
| 2019 | Nagroda Stowarzyszenia Nowojorskich Krytyków Filmowych | Najlepszy aktor                                                      | Ból i blask (2018)                    | Wygrana   |
| 2020 | Złoty Glob                                             | Najlepszy aktor w filmie dramatycznym                                | Ból i blask (2018)                    | Nominacja |
| 2020 | Oscar                                                  | Najlepsza pierwszoplanowa rola męska                                 | Ból i blask (2018)                    | Nominacja |